# 1형 보병전차 A11 마틸다 1
1형 보병전차 A11 마틸다 1(Matilda I)는 영국군이 사용하던 보병전차이다.

## 역사
영국군은 1935년 주력 보병전차으로 마틸다Mk.1를 만든다 전면장갑이 60mm나 되어 37mm 대전차포에 버틸수있고 비커즈 기관총 1정과 최대속력 13km/h 최대인원 2명인 전차로 방어력은 우수하였으나 보병전차로 기동력과 화력이 매우 떨어졌다.

## 활약
이 전차는 원래 독일군 전차를 대비하지 않고 생산되었다. 주무장이 기관총으로만 구성된 이 전차는 독일군 경전차에게 타격을 주기 힘들었고 프랑스 공방전에서 사용되다가 전량 MK.2 마틸다로 교체된다.

## 같이 보기
- 2형 보병전차 A12 마틸다 2
- 영국 전차의 역사